# Jump cut
Jump cut ("hoppbild" på svenska) är termen på en ibland avsiktlig, dock oftast oavsiktlig, bieffekt då två film- eller videoklipp sätts ihop som liknar varandra mycket men ändå skiljer sig något beträffande placering eller bildvinkel. Resultatet blir att bilden ser ut att hoppa till, vilket kan bli störande för tittaren om det förekommer ofta eller omotiverat i en produktion. Ett sätt att dölja det hela med är att använda sig av en inklippsbild, d.v.s. en bild som till utseendet skiljer sig både från det första och det andra klippet, övergången mellan de bägge klippen blir därmed inte lika kritisk när man med avsikt gör det svårare för ögat att uppfatta de små skillnaderna i de bägge klippen genom att tillföra ett tredje klipp mellan de bägge andra.